# Zuid-Aziatisch kampioenschap voetbal 2021
Het Zuid-Aziatisch kampioenschap voetbal 2021 (South Asian Football Federation Championship 2021) was de 13e editie van dit voetbaltoernooi. Het toernooi werd gehouden tussen 1 en 16 oktober 2021 in Malé, de hoofdstad van de Malediven India won het toernooi voor de achtste keer. In de finale werd de Nepal verslagen met 3–0.

## Gastland en stadion
Aanvankelijk zou het toernooi worden gespeeld in Pakistan. In september 2019 werd Bangladesh echter aangewezen als gastland. Door de Coronapandemie werd echter besloten het toernooi een jaar uit te stellen. Bangladesh gaf een aantal maanden voor de start van het toernooi aan het toernooi niet langer te kunnen organiseren door de coronasituatie in het land. De Malediven bood aan het toernooi te willen organiseren. Dat land werd uiteindelijk officieel aangewezen als gastland op 9 augustus 2021.
| Malé, Malediven                             | · Malé |
| Nationaal Voetbalstadion Capaciteit: 11.850 | · Malé |
|                                             | · Malé |

## Deelnemende landen
Niet alle leden van de SAFF nemen deel. Pakistan werd geschorst door de FIFA en Bhutan wilde niet deelnemen, omdat het geen spelers naar het buitenland wilde sturen.
| Land       | Aantal | Beste resultaat                                    | FIFA-ranking (september 2021) | Land      | Aantal | Beste resultaat      | FIFA-ranking (september 2021) |
| ---------- | ------ | -------------------------------------------------- | ----------------------------- | --------- | ------ | -------------------- | ----------------------------- |
| Bangladesh | 12e    | Winnaar (2003)                                     | 189                           | Malediven | 11e    | Winnaar (2008, 2018) | 158                           |
| Nepal      | 13e    | Derde plaats (1993)                                | 168                           | Sri Lanka | 13e    | Winnaar (1995)       | 205                           |
| India      | 13e    | Winnaar (1993, 1997, 1999, 2005, 2009, 2011, 2015) | 107                           |           |        |                      |                               |

## Groepsfase
| Land       | Gsp | Win | Gel | Ver | DV | DT | +/- | Pnt | Res.   |
| ---------- | --- | --- | --- | --- | -- | -- | --- | --- | ------ |
| India      | 4   | 2   | 2   | 0   | 5  | 2  | +3  | 8   | Finale |
| Nepal      | 4   | 2   | 1   | 1   | 5  | 4  | +1  | 7   | Finale |
| Malediven  | 4   | 2   | 0   | 2   | 4  | 4  | 9   | 6   |        |
| Bangladesh | 4   | 1   | 2   | 1   | 5  | 5  | 0   | 5   |        |
| Sri Lanka  | 4   | 0   | 1   | 3   | 2  | 5  | –3  | 1   |        |

|                                                 |           |         |                   |                                                                   |
| 1 oktober 2021 «onderlinge duels» 16:00 (UTC+5) | Sri Lanka | 0–1     | Bangladesh        | Nationaal Voetbalstadion, Malé Scheidsrechter: Feras Taweel (SYR) |
| 1 oktober 2021 «onderlinge duels» 16:00 (UTC+5) |           | Verslag | 56' (pen.) Barman | Nationaal Voetbalstadion, Malé Scheidsrechter: Feras Taweel (SYR) |

|                                                 |           |         |           |                                                                        |
| 1 oktober 2021 «onderlinge duels» 21:00 (UTC+5) | Nepal     | 1–0     | Malediven | Nationaal Voetbalstadion, Malé Scheidsrechter: Axrol Riskullayev (UZB) |
| 1 oktober 2021 «onderlinge duels» 21:00 (UTC+5) | Dangi 86' | Verslag |           | Nationaal Voetbalstadion, Malé Scheidsrechter: Axrol Riskullayev (UZB) |

|                                                 |            |         |             |                                                                        |
| 4 oktober 2021 «onderlinge duels» 16:00 (UTC+5) | Bangladesh | 1–1     | India       | Nationaal Voetbalstadion, Malé Scheidsrechter: Majed Al-Shamrani (KSA) |
| 4 oktober 2021 «onderlinge duels» 16:00 (UTC+5) | Arafat 74' | Verslag | 26' Chhetri | Nationaal Voetbalstadion, Malé Scheidsrechter: Majed Al-Shamrani (KSA) |

|                                                 |                                    |         |                                  |                                                                      |
| 4 oktober 2021 «onderlinge duels» 21:00 (UTC+5) | Sri Lanka                          | 2–3     | Nepal                            | Nationaal Voetbalstadion, Malé Scheidsrechter: Ammar Ashkanani (KUW) |
| 4 oktober 2021 «onderlinge duels» 21:00 (UTC+5) | Hamilton 57' De Silva 90+4' (pen.) | Verslag | 33' S. Lama 51' Bista 86' Ghalan | Nationaal Voetbalstadion, Malé Scheidsrechter: Ammar Ashkanani (KUW) |

|                                                 |         |     |           |                                                                          |
| 7 oktober 2021 «onderlinge duels» 16:00 (UTC+5) | India   | 0–0 | Sri Lanka | Nationaal Voetbalstadion, Malé Scheidsrechter: Sajëçon Zajniddinov (TJK) |
| 7 oktober 2021 «onderlinge duels» 16:00 (UTC+5) | Verslag |     |           | Nationaal Voetbalstadion, Malé Scheidsrechter: Sajëçon Zajniddinov (TJK) |

|                                                 |                               |         |            |                                                                          |
| 7 oktober 2021 «onderlinge duels» 21:00 (UTC+5) | Malediven                     | 2–0     | Bangladesh | Nationaal Voetbalstadion, Malé Scheidsrechter: Yousif Saeed Hassan (IRQ) |
| 7 oktober 2021 «onderlinge duels» 21:00 (UTC+5) | Mohamed 55' Ashfaq 74' (pen.) | Verslag |            | Nationaal Voetbalstadion, Malé Scheidsrechter: Yousif Saeed Hassan (IRQ) |

|                                                  |           |         |           |                                                                        |
| 10 oktober 2021 «onderlinge duels» 16:00 (UTC+5) | Malediven | 1–0     | Sri Lanka | Nationaal Voetbalstadion, Malé Scheidsrechter: Majed Al-Shamrani (KSA) |
| 10 oktober 2021 «onderlinge duels» 16:00 (UTC+5) | Ashfaq 6' | Verslag |           | Nationaal Voetbalstadion, Malé Scheidsrechter: Majed Al-Shamrani (KSA) |

|                                                  |       |         |             |                                                                          |
| 10 oktober 2021 «onderlinge duels» 21:00 (UTC+5) | Nepal | 0–1     | India       | Nationaal Voetbalstadion, Malé Scheidsrechter: Yousif Saeed Hassan (IRQ) |
| 10 oktober 2021 «onderlinge duels» 21:00 (UTC+5) |       | Verslag | 82' Chhetri | Nationaal Voetbalstadion, Malé Scheidsrechter: Yousif Saeed Hassan (IRQ) |

|                                                  |            |         |                  |                                                                        |
| 13 oktober 2021 «onderlinge duels» 16:00 (UTC+5) | Bangladesh | 1–1     | Nepal            | Nationaal Voetbalstadion, Malé Scheidsrechter: Axrol Riskullayev (UZB) |
| 13 oktober 2021 «onderlinge duels» 16:00 (UTC+5) | Reza 9'    | Verslag | 88' (pen.) Bista | Nationaal Voetbalstadion, Malé Scheidsrechter: Axrol Riskullayev (UZB) |

|                                                  |                               |         |                   |                                                                      |
| 13 oktober 2021 «onderlinge duels» 21:00 (UTC+5) | India                         | 3–1     | Malediven         | Nationaal Voetbalstadion, Malé Scheidsrechter: Ammar Ashkanani (KUW) |
| 13 oktober 2021 «onderlinge duels» 21:00 (UTC+5) | M. Singh 33' Chhetri 62', 71' | Verslag | 45' (pen.) Ashfaq | Nationaal Voetbalstadion, Malé Scheidsrechter: Ammar Ashkanani (KUW) |

## Finale
|                                                  |                                     |         |       |                                                                        |
| 10 oktober 2021 «onderlinge duels» 20:00 (UTC+5) | India                               | 3–0     | Nepal | Nationaal Voetbalstadion, Malé Scheidsrechter: Majed Al-Shamrani (KSA) |
| 10 oktober 2021 «onderlinge duels» 20:00 (UTC+5) | Chhetri 49' Wangjam 50' Samad 90+1' | Verslag |       | Nationaal Voetbalstadion, Malé Scheidsrechter: Majed Al-Shamrani (KSA) |